# 白彦布拉格
白彦布拉格是位于中国内蒙古自治区兴安盟科尔沁右翼中旗代钦塔拉苏木的一个湖泊。其具体位置约为东经121°33′，北纬44°11′。湖面海拔269.5米，面积约1平方公里，为咸水湖。白彦布拉格系蒙古语，意为富饶的泉。